# Pachydema decorosa
Pachydema decorosa är en skalbaggsart som beskrevs av Joseph Henri Adelson Normand 1936.
Pachydema decorosa ingår i släktet Pachydema och familjen Melolonthidae. Inga underarter finns listade i Catalogue of Life.